# 蒂芬卡斯特爾

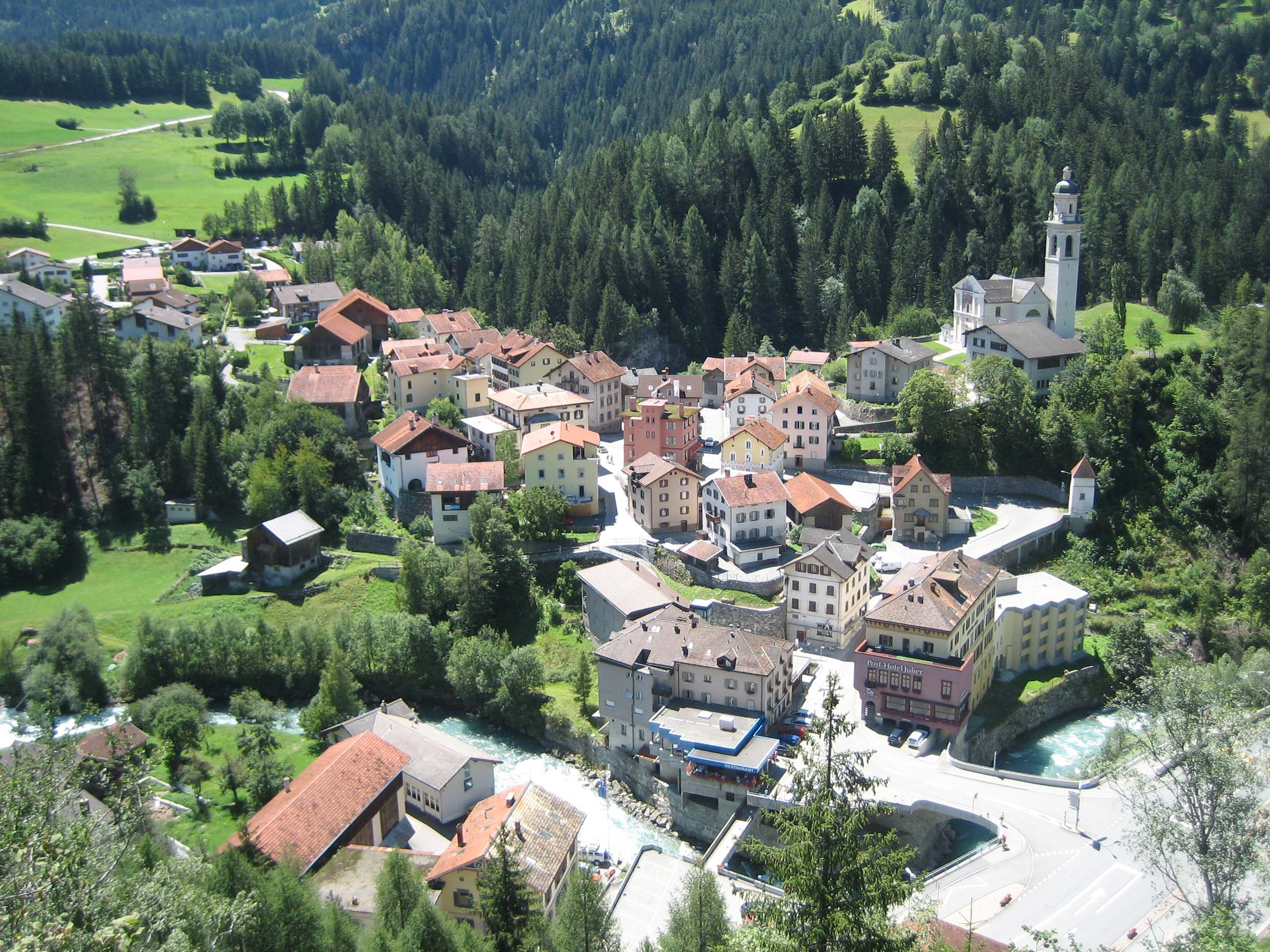

蒂芬卡斯特爾是瑞士的城鎮，位於該國東部，由格勞賓登州負責管轄，面積14.85平方公里，海拔高度859米，2011年人口253，人口密度每平方公里17人。

## 外部連結
- Official website （页面存档备份，存于） （德文）